# Carmina Cantabrigiensia

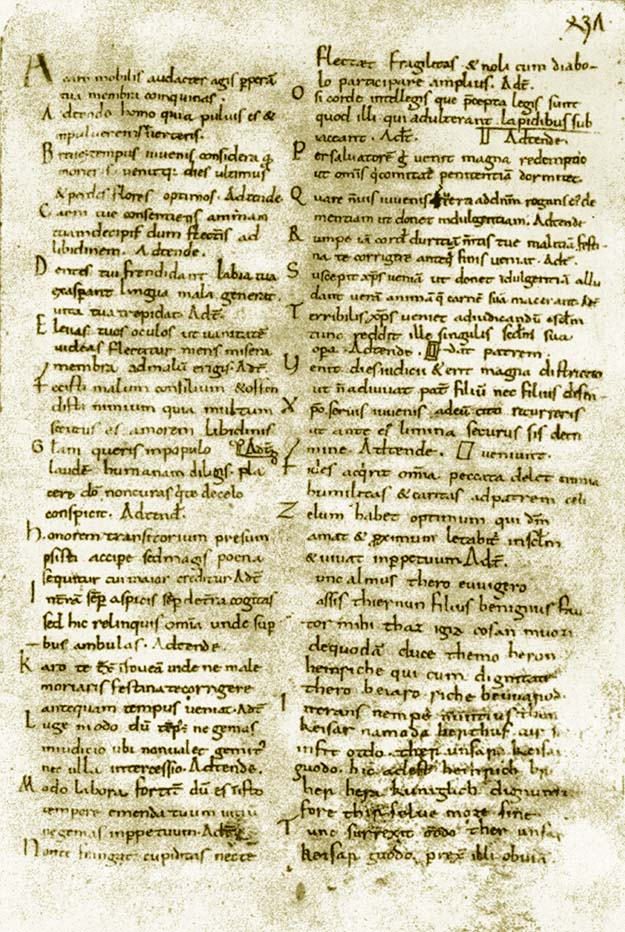
Bladzijde uit de Carmina Cantabrigiensia (Cambridge University Library, Gg. 5. 35)

De Carmina Cantabrigiensia is een verzameling uit Engeland, Frankrijk en het Duitse Rijk afkomstige liederen uit de tiende en elfde eeuw, die waarschijnlijk rond 1050 tot stand is gekomen. Deze liederenverzameling ontleent haar naam aan de Universiteit van Cambridge, waar het enige handschrift van deze verzameling wordt bewaard (Cambridge, Cambridge University Library, Cod. Gg 5.35).
De verzameling liederen is zeer verschillend van aard. Er zijn liederen uit de zogeheten vagantenlyriek: drink-, dans- en liefdesliederen die zeer vergelijkbaar zijn met de liederen in de Carmina Burana. Ook het zogeheten "Heinrichslied" is in dit handschrift opgenomen, evenals enkele fragmenten uit klassieke auteurs als Vergilius, Horatius en Statius. De verzameling is wellicht in de omgeving van het Duitse keizerlijke hof ontstaan, maar het handschrift zelf is waarschijnlijk geschreven in Canterbury.

## Tekstedities
- Die Cambridger Lieder (Carmina Cantabrigiensia), Karl Strecker (ed.) (Hannover 1926; Monumenta Germaniae Historica, Scriptores rerum Germanicarum, 40; herdruk 1955, 1993) - ook online raadpleegbaar bij de MGH
- The Cambridge Songs : Carmina Cantabrigiensia, Jan Ziolkowski (ed.) (Hamden 1994) - met vertaling